# Universität Pitești
Die Universität Pitești (rumänisch: Universitatea din Pitești) ist eine staatliche Universität mit rund 12.000 Studenten und 700 wissenschaftlichen Angestellten. Ihr Sitz ist in der rumänischen Stadt Pitești.
Die Gründung erfolgte 1962. Președintele Senatului UPIT ist Mihaela Diaconu.

## Fakultäten
Es gibt 10 Fakultäten:
- Naturwissenschaftliche Fakultät
- Mathematische und Informatikfakultät
- Literaturwissenschaftliche Fakultät
- Sozial- und Humanwissenschaftliche Fakultät
- Wirtschafts- und Rechtswissenschaftliche Fakultät
- Fakultät für Leibeserziehung und Sport
- Fakultät für Maschinenbau und Technik
- Fakultät für Elektro- und Computerkommunikation
- Orthodox-Theologische Fakultät
- Erziehungswissenschaftliche Fakultät

## Sonstiges
In einem Fall wurde einem deutschen Zahnarzt aufgrund einer Verletzung des Wettbewerbsrechts im Kontext medizinischer Berufe die Führung eines Professorentitels der Universität Pitești durch das Landgericht Baden-Baden im Zusammenhang mit beruflichem Wettbewerb untersagt.